# Leichtathletik-Länderkämpfe mit bundesdeutscher Beteiligung 1968
| Leichtathletik-Länderkämpfe mit bundesdeutscher Beteiligung 1968                    | Leichtathletik-Länderkämpfe mit bundesdeutscher Beteiligung 1968 | Leichtathletik-Länderkämpfe mit bundesdeutscher Beteiligung 1968 | Leichtathletik-Länderkämpfe mit bundesdeutscher Beteiligung 1968 |
| ----------------------------------------------------------------------------------- | ---------------------------------------------------------------- | ---------------------------------------------------------------- | ---------------------------------------------------------------- |
|                                                                                     |                                                                  |                                                                  |                                                                  |
| 1. Länderkampf 1968, Geher (Männer): SUI – FRG                                      |                                                                  |                                                                  |                                                                  |
| Langenthal 24. März 1968                                                            | Langenthal 24. März 1968                                         | 1. FRG 2. SUI                                                    | 15 P 7 P                                                         |
| 2. Länderkampf 1968, Straßenlauf (Männer): NLD – FRG – SUI                          |                                                                  |                                                                  |                                                                  |
| Beek 26. Mai 1968                                                                   | Beek 26. Mai 1968                                                | 1. FRG 2. NLD 3. SUI                                             | 8:05:49,0 h 8:24:37,8 h 8:34:38,4 h                              |
| 3. Länderkampf, Geher (Männer): FRG – GBR – CSK                                     |                                                                  |                                                                  |                                                                  |
| Kleinaspach 1. Juni 1968                                                            | Kleinaspach 1. Juni 1968                                         | 1. GBR 2. FRG 3. CSK                                             | 37 P 35 P 20 P                                                   |
| 4. Länderkampf, Geher (Männer): FRA – FRG – SUI                                     |                                                                  |                                                                  |                                                                  |
| Straßburg 22. Juni 1968                                                             | Straßburg 22. Juni 1968                                          | 1. FRG 2. FRA 2. SUI                                             | 48 P 25 P 19 P                                                   |
| 5. Länderkampf 1968, Männer: FRA – FRG                                              |                                                                  |                                                                  |                                                                  |
| Paris 22./23. Juni 1968                                                             | Paris 22./23. Juni 1968                                          | 1. FRG 2. FRA                                                    | 116 P 96 P                                                       |
| 6. Länderkampf 1968, Frauen: FRG – NLD – ROU                                        |                                                                  |                                                                  |                                                                  |
| Osnabrück 30. Juni 1968                                                             | Osnabrück 30. Juni 1968                                          | 1. FRG 2. NLD 3. ROU                                             | 93 P 79 P 61 P                                                   |
| 7. Länderkampf 1968, Männer: FRG – HUN                                              |                                                                  |                                                                  |                                                                  |
| Hannover 13./14. Juli 1968                                                          | Hannover 13./14. Juli 1968                                       | 1. FRG 2. HUN                                                    | 132 P 80 P                                                       |
| 8. Länderkampf 1968, Fünfkampf (Frauen): NLD – FRG                                  |                                                                  |                                                                  |                                                                  |
| Enschede 13./14. Juli 1968                                                          | Enschede 13./14. Juli 1968                                       | 1. NLD 2. FRG                                                    | 13.637 P 13.503 P                                                |
| 9. Länderkampf 1968, Sechsländervergleich Männer: ITA – FRG – BEL – FRA – NLD – SUI |                                                                  |                                                                  |                                                                  |
| Brescia 20./21. Juli 1968                                                           | Brescia 20./21. Juli 1968                                        | 1. FRG 2. FRA 3. ITA 4. BEL 5. SUI 6. NLD                        | 143 P 105 P 93 P 78 P 67 P 60 P                                  |
| 10. Länderkampf 1968, Frauen: FRA – FRG                                             |                                                                  |                                                                  |                                                                  |
| Geretsried 21. Juli 1968                                                            | Geretsried 21. Juli 1968                                         | 1. FRG 2. FRA                                                    | 66 P 51 P                                                        |
| 11. Länderkampf 1968, Frauen: GBR – FRG                                             |                                                                  |                                                                  |                                                                  |
| London 2./3. August 1968                                                            | London 2./3. August 1968                                         | 1. FRG 2. GBR                                                    | 66 P 62 P                                                        |
| 12. Länderkampf 1968, Frauen: FRG – Skandinavien                                    |                                                                  |                                                                  |                                                                  |
| Buxtehude 14. September 1968                                                        | Buxtehude 14. September 1968                                     | 1. FRG 2. Skandinavien                                           | 63 P 54 P                                                        |
| 13. Länderkampf 1968, Zehnkampf (Männer): FRG – FRA – SUI                           |                                                                  |                                                                  |                                                                  |
| Baden-Baden 28./29. September 1968                                                  | Baden-Baden 28./29. September 1968                               | 1. FRG 2. FRA 3. SUI                                             | 66 P 32 P 23 P                                                   |
| Chronik                                                                             |                                                                  |                                                                  |                                                                  |
| ← Länderkämpfe 1967                                                                 | ← Länderkämpfe 1967                                              | Länderkämpfe 1969 →                                              | Länderkämpfe 1969 →                                              |

Im Jahr 1968 wurden dreizehn Leichtathletikländerkämpfe mit bundesdeutscher Beteiligung ausgetragen. Damit stieg die Zahl der Begegnungen wieder leicht an. Die Höchstzahl, die in der Saison 1961 erreicht wurde, lag bei siebzehn. Der Fokus in der Saison 1968 im internationalen Bereich war eindeutig auf die Olympischen Spielen ausgerichtet, die spät in der Saison Mitte Oktober ausgetragen wurden. So musste es keine Unterbrechung im Länderkampfbetrieb geben und diese Vergleiche konnten gut als Vorbereitungswettkämpfe für den Jahreshöhepunkt genutzt werden.
Aufgeführt sind hier die Länderkämpfe bundesdeutscher Leichtathleten. Die Sportler der DDR führten nach der deutschen Teilung im Jahr 1949 eigene Veranstaltungen durch.
Die Frauen bestritten in dieser Saison fünf Vergleiche, die Männer acht. Von den Männerbegegnungen wurden drei von den Gehern und jeweils einer von den Zehnkämpfern und Straßenläufern bestritten. Die restlichen drei Aufeinandertreffen der Männer fanden ebenso wie vier der Frauenländerkämpfe in Form von Veranstaltungen mit einer Mischung allgemeiner leichtathletischer Disziplinen statt. Ein Vergleich der Frauen wurde von den Fünfkämpferinnen bestritten.

## Bilanz
In der Saison 1968 gab es für die bundesdeutschen Männer in ihren acht Länderkämpfen eine knappe Niederlage, als sie im Geher-Vergleich mit Großbritannien und der Tschechoslowakei am 1. Juni in Kleinaspach den zweiten Platz hinter Großbritannien belegten. Die weiteren sieben Männerbegegnungen entschieden die bundesdeutschen Athleten für sich. Die Männer hatten damit am Ende der Saison in ihren seit dem ersten Länderkampf 1921 insgesamt 235 Vergleichen 192 Siege und drei Unentschieden erzielt sowie vierzig Niederlagen erlitten. Nur gegen die USA hatte die Bundesrepublik Deutschland weiterhin keinen Erfolg vorzuweisen.
Die Frauen erlitten in ihren fünf Länderkämpfen dieser Saison ebenfalls eine Niederlage, die wie bei den Männern knapp ausfiel. Am 13./14. Juli mussten sie sich im Vergleich der Fünfkämpferinnen mit den Niederlanden in Enschede ihren Konkurrentinnen geschlagen geben. Ihre vier weiteren Aufeinandertreffen beendeten die bundesdeutschen Leichtathletinnen jeweils siegreich. Damit hatten sie seit dem ersten Frauenländerkampf 1928 in 71 Aufeinandertreffen jetzt insgesamt 55 Siege errungen, ein Unentschieden erzielt und fünfzehn Niederlagen hinnehmen müssen. Eine negative Bilanz hatten sie gegenüber England, der Sowjetunion und dem Britischen Empire, alle anderen Bilanzen waren positiv.
In der Gesamtsumme aller Länderkämpfe mit deutscher bzw. bundesdeutscher Beteiligung hatten die Leichtathleten der Bundesrepublik Deutschland von 306 Vergleichen 247 gewonnen, 55 verloren und vier Unentschieden erzielt. Acht der Niederlagen stammten dabei aus zweiten Plätzen in Begegnungen mit mehr als zwei Nationen.

## Verschiedene Formen von Länderkämpfen
Weiterhin gab es vier verschiedene Arten von Länderkämpfen:
1. Vergleiche mit einer Mischung von Disziplinen aus dem allgemeinen leichtathletischen Programm
Jede Nation war in der Regel mit zwei Athleten je Disziplin vertreten. Bei den Männern waren hier zwanzig Wettbewerbe zum Standard geworden. Aus dem olympischen Wettbewerbskatalog fehlten dabei nur der Marathonlauf, die beiden Gehwettbewerbe und der Zehnkampf. Der Länderkampfdisziplinkatalog bei den Frauen bestand standardmäßig aus elf Disziplinen und war mit den damals bei Olympischen Spielen angebotenen Frauenwettbewerben identisch. In seltenen Fällen gab es sowohl bei den Frauen als auch bei den Männern Abweichungen von diesem Standard in Form von Hinzunahme oder Weglassen einzelner Disziplinen. Manchmal waren nach Absprache der beteiligten Länder auch drei Athleten je Disziplin vertreten.
2. Vergleiche im Mehrkampf – bei den Frauen im Fünfkampf, bei den Männern im Zehnkampf
Die Zahl der Vertreter je Land war dabei nicht standardisiert. In der Regel wurden von den gestarteten Teilnehmern nicht alle gewertet. Bei vier Vertretern je Disziplin beispielsweise wurden meist die drei Besten gewertet.
3. Vergleiche der Geher
Diese Begegnungen wurden in Form von Straßengehen ausgetragen. Es kamen zwei Disziplinen zur Austragung, ein Wettkampf über 20 Kilometer und ein Wettkampf über eine längere Distanz, die manchmal über 35 und manchmal über 50 Kilometer führte. Bezüglich der Teilnehmerzahl je Land und Wettbewerb wurde verfahren wie in den Mehrkämpfen.
4. Vergleiche im Straßenlauf
Ausgetragen wurde ein Rennen über dreißig Kilometer. Auch hier wurde bezüglich der Teilnehmerzahl je Land verfahren wie in den Mehrkämpfen.

## Wertungsmodus
Die Regeln zur Punktevergabe wurden ohne Ausnahme nach dem üblichen Wertungssystem angewendet. In den Einzeldisziplinen lautete der Standard der Punktevergabe: Platz 1: 5 P, Pl. 2: 3 P, Pl. 4: 1 P. In den Staffeln wurden nach dem Standard fünf zu zwei Punkte vergeben. In weiteren Begegnungen mussten aufgrund anderer Rahmenbedingungen – mehr als zwei Teilnehmer je Nation in der Wertung oder mehr als ein Gegnerland – andere Regeln zur Punktevergabe zur Anwendung kommen. In den Mehrkämpfen wurden die Begegnungen entweder wie in anderen Begegnungen über die Platzierungen oder die Addition der im Wettkampf erzielten Punkte gewertet. In den beiden Mehrkämpfen dieser Saison kamen beide Wertungssysteme zur Anwendung. Der Frauen-Fünfkampf gegen die Niederlande am 13./14. Juli in Enschede wurde über die Fünfkampf-Punktzahlen gewertet. Im Männer-Zehnkampf am 28./29. September in Baden-Baden gegen Frankreich und die Schweiz wurde das übliche System über die Platzierungen angewendet. Ähnlich wurde in den Straßenlauf-Länderkämpfen verfahren. Dort wurde entweder über die Platzierungen oder über die Addition der erzielten Zeiten gewertet. Im einzigen Straßenlauf-Vergleich dieser Saison gegen die Niederlande und die Schweiz kam das Endergebnis über die Addition der Einzelzeiten zustande.

## Geher-Länderkampf der Männer gegen die Schweiz
Der erste Vergleich des Jahres 1968 war wie 1966 eine Begegnung der Geher. Gegner zu einem frühen Saisonzeitpunkt, dem 24. März, war die Schweiz. Ausgetragen wurde die Begegnung in der Schweizer Stadt Langenthal. Das letzte Aufeinandertreffen der beiden Nationen alleine hatte 1961 stattgefunden und war mit einem bundesdeutschen Sieg geendet. Zwischenzeitlich hatte es auch Geher-Länderkampfe in einer Dreierkonstellation mit der Bundesrepublik Deutschland, der Schweiz und Frankreich gegeben, die auch in diesem Jahr knapp zwei Monate später wieder auf dem Plan stand. Im Gegensatz zu den sonstigen Austragungen von Geherländerkämpfen mit Wettkämpfen über zwei Distanzen stand diesmal nur das 20-km-Straßengehen auf dem Programm. Die Bundesrepublik Deutschland gewann deutlich mit fünfzehn zu sieben Punkten.

## Straßenlauf-Länderkampf der Männer gegen die Niederlande und die Schweiz
Im zweiten Vergleich des Jahres 1968 wurde der sechste Straßenlauf-Länderkampf zwischen den drei Nationen Bundesrepublik Deutschland, Niederlande und Schweiz veranstaltet. Die Begegnung wurde am 26. Mai in der niederländischen Gemeinde Beek ausgetragen. Die ersten fünf Aufeinandertreffen seit 1963, als Luxemburg als vierte Nation dabei gewesen war, hatte das bundesdeutsche Team für sich entschieden. Die Niederlande hatten von 1963 bis 1965 sowie 1967 jeweils den zweiten Platz belegt. Auch hier in der Gemeinde Beek gab es wieder einen bundesdeutschen Sieg. Mit einem Rückstand von fast neunzehn Minuten kam die Niederlande wieder auf den zweiten Platz. Etwas mehr als weitere zehn Minuten dahinter belegte die Schweiz den dritten Platz.

## Geher-Länderkampf der Männer gegen Großbritannien und die Tschechoslowakei
Der dritte Länderkampf dieser Saison war wie der erste ein Vergleich der Geher. Am 1. Juni in Kleinaspach kamen die Gegner aus Großbritannien und der Tschechoslowakei. Die Begegnung zwischen diesen drei Ländern fand zum ersten Mal statt. Die bundesdeutschen Männer mussten in Kleinaspach die einzige Niederlage in einem Leichtathletik-Länderkampf dieser Saison hinnehmen. Die britischen Geher (37 Punkte) siegten sehr knapp mit zwei Punkten Vorsprung vor der Bundesrepublik Deutschland (35 Punkte). Die Tschechoslowakei (zwanzig Punkte) belegte mit deutlichem Abstand den dritten Platz.

## Geher-Länderkampf der Männer gegen Frankreich und die Schweiz
Auch der vierte Vergleich war wieder ein Länderkampf der Geher. Gegen die Schweiz, einen der beiden Kontrahenten dieser Dreier-Begegnung, waren die bundesdeutschen Geher gleich im ersten Aufeinandertreffen des Jahres schon einmal angetreten. Am 22. Juni kam hier in Straßburg noch Frankreich dazu. Vor zwei Jahren hatte die Bundesrepublik Deutschland den ersten Vergleich zwischen diesen drei Ländern für sich entschieden. Und auch diesmal kam die Bundesrepublik mit 48 Punkten wieder zu einem deutlichen Erfolg. Frankreich wurde mit 25 Punkten Zweiter, die Schweiz kam mit neunzehn Punkten auf Rang drei. Am selben Wochenende fand auch ein Länderkampf mit dem allgemeinen leichtathletischen Programm gegen Frankreich statt.

## Leichtathletik-Länderkampf der Männer gegen Frankreich
Am 22./23. Juni wurde in der französischen Hauptstadt Paris im fünften Vergleich des Jahres der erste Länderkampf des Jahres mit dem allgemeinen leichtathletischen Programm ausgetragen. Es war ein Jubiläum, die Begegnung zwischen den bundesdeutschen und französischen Leichtathleten fand zum zwanzigsten Mal statt. Wie in allen Aufeinandertreffen zuvor gab es auch in Paris mit diesmal 116 zu 96 Punkten wieder einen bundesdeutschen Erfolg.

## Leichtathletik-Länderkampf der Frauen gegen die Niederlande und Rumänien
Der sechste Vergleich war der erste Länderkampf der Frauen in dieser Saison. Am 30. Juni traten die bundesdeutschen Leichtathletinnen in Osnabrück zu einem Dreiländertreffen gegen die Niederlande und Rumänien an. Diese Begegnung war eine Premiere. Die bundesdeutschen Sportlerinnen setzten sich durch und siegten mit 93 Punkten vor den Niederländerinnen (79 Punkte). Rumänien wurde Dritter mit 61 Punkten.

## Leichtathletik-Länderkampf der Männer gegen Ungarn
Im siebten Vergleich trafen die bundesdeutschen Männer zum ersten Mal seit 1961 wieder auf Ungarn. Die Begegnung wurde am 13./14. Juli in Hannover ausgetragen. Alle sechs vorangegangenen Aufeinandertreffen waren an die Bundesrepublik Deutschland gegangen und auch diesmal lag die Bundesrepublik mit 132 zu 80 Punkten wieder vorn.

## Fünfkampf-Länderkampf der Frauen gegen die Niederlande
Im achten Vergleich des Jahres trugen die Frauen am 13./14. Juli ihren einzigen Fünfkampf-Länderkampf in diesem Jahr aus. In Enschede traten sie gegen die Niederlande an. Es war die erste Begegnung der beiden Länder in einem Fünfkampf. Der Ausgang war eng, die bundesdeutschen Athletinnen mussten sich ihren Gegnerinnen beugen. Die Niederländerinnen gewann mit 13.637 zu 13.503 Punkten.

## Leichtathletik-Länderkampf der Männer gegen Italien, Belgien, Frankreich, die Niederlande und die Schweiz
Der neunte Länderkampf des Jahres war ein Sechsländerkamp der Männer. Am 20./21. Juli in Brescia hießen die Gegner Italien, Belgien, Frankreich, Niederlande und Schweiz. Diese Begegnung fand zum vierten Mal statt. Zuvor hatte der Sieger stets Bundesrepublik Deutschland geheißen. Hier in Brescia fuhr die bundesdeutschen Vertreter ihren fünften Erfolg in diesem Sechsländerkampf ein und gewannen mit 143 Punkten sehr deutlich. Frankreich kam mit 105 Punkten auf den zweiten Platz vor Italien (93 Punkte). Platz vier ging mit 78 Punkten an Belgien. Die Schweiz wurde Fünfter mit 67 Punkten vor der Niederlande (sechzig Punkte). Am selben Wochenende führten auch die Frauen einen Länderkampf durch.

## Leichtathletik-Länderkampf der Frauen gegen Frankreich
Am selben Wochenende wie der Sechsländerkampf der Männer fand der Vergleich der Frauen mit Frankreich statt. Außer einem Dreiländerkampf im Jahr 1928, an dem auch das Britische Empire teilgenommen hatte, war nie eine Begegnung der Frauen mit Frankreich zustande gekommen. Die erste Begegnung der beiden Länder wurde nun am 21. Juli 1968 in Geretsried ausgetragen. Es war der zehnte Länderkampf dieser Saison. Die bundesdeutschen Leichtathletinnen gewannen mit 66 zu 51 Punkten.

## Leichtathletik-Länderkampf der Frauen gegen Großbritannien
Im elften Vergleich der Saison 1968 traten die Frauen gegen Großbritannien an. Die Begegnung wurde am 2./3. August in London ausgetragen, wo die bundesdeutschen Leichtathletinnen im Vorjahr mit einem Punkt Differenz hauchdünn unterlegen gewesen waren. Auch in diesem Jahr war der Ausgang wieder knapp. Im nun zehnten Aufeinandertreffen der beiden Länder siegte die Bundesrepublik Deutschland mit 66 zu 62 Punkten und verbesserten die Gesamtbilanz gegen diesen Gegner auf sechs zu vier.

## Leichtathletik-Länderkampf der Frauen gegen Skandinavien
Im zwölften Vergleich der Saison 1968 waren zum dritten Mal in Folge die Frauen an der Reihe. In Buxtehude kam es am 14. September zum ersten Aufeinandertreffen mit einer Vertretung aus Skandinavien, die sich aus Sportlerinnen der Länder Schweden, Finnland, Dänemark und Norwegen zusammensetzte. Auch in dieser Begegnung setzten sich die bundesdeutschen Leichtathletinnen durch und gewannen mit 63 zu 54 Punkten.

## Zehnkampf-Länderkampf der Männer gegen Frankreich und die Schweiz
Der dreizehnte und letzte Vergleich war wieder eine Begegnung der bundesdeutschen Männer mit Frankreich und der Schweiz. Am 22. Juni waren in Straßburg die Geher aufeinander getroffen. Nun trugen die Zehnkämpfer dieser drei Länder ihren bereits fünften Länderkampf dieser Form aus, der am 28./29. September in Baden-Baden stattfand. Die bundesdeutschen Sportler behielten wie in allen diesen Begegnungen zuvor die Oberhand und siegten deutlich mit 66 Punkten gegenüber 32 Punkten für die zweitplatzierten Franzosen. Die Schweiz belegte mit 23 Punkten den dritten Rang.